# Lijst van burgemeesters van Mechelen
Hieronder volgt de lijst van burgemeesters van Mechelen.

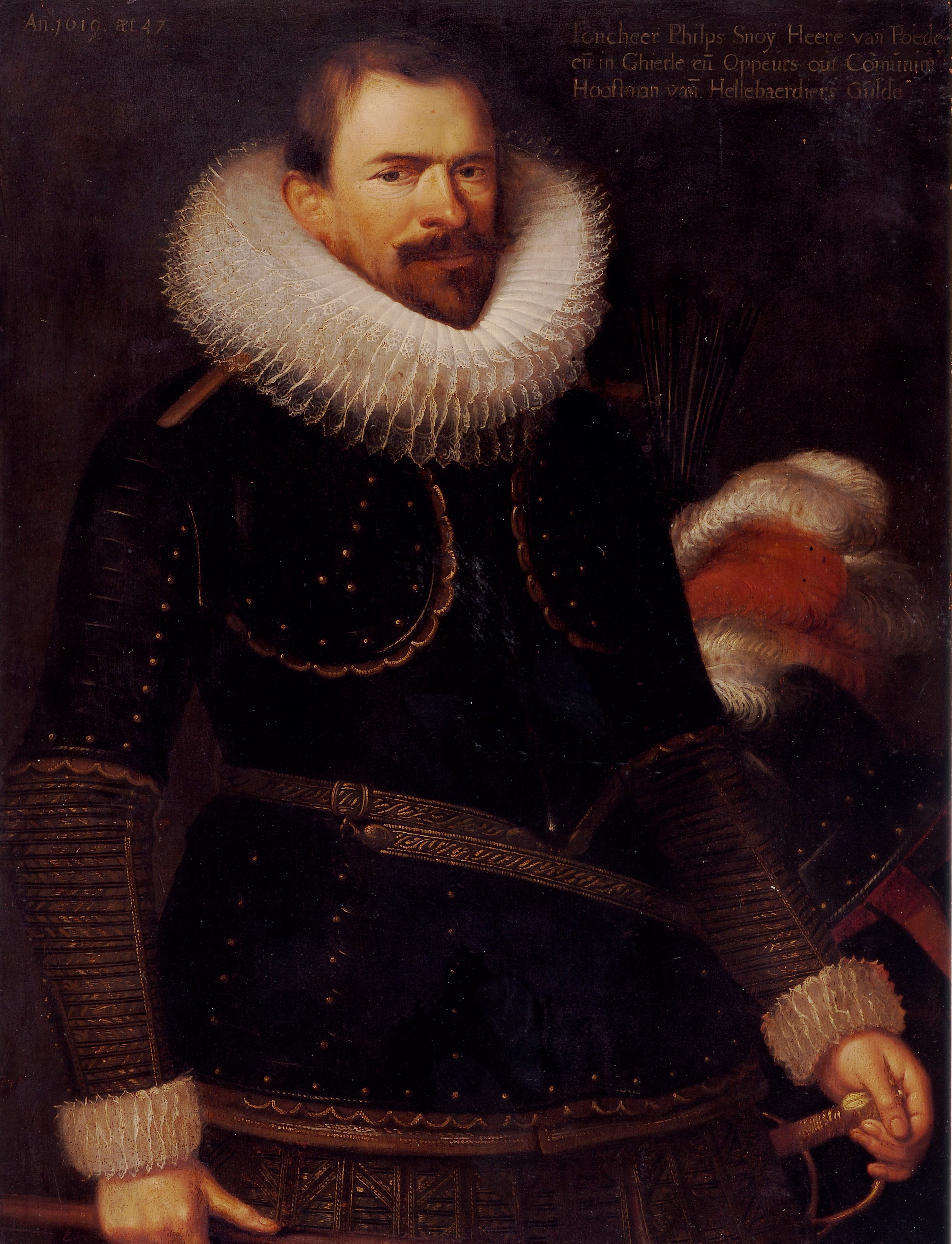
Portret van Ioncheer Philips Snoy (Philippus Snoy), heer van Poederlee, Gierle, Oppuurs en Befferen (ca. 1570-1637) door Lucas Franchois (1619)

## Voor 1830 (onvolledig)
- 1331-1345: Hendrik I van Robbroek
- 1345-1346: Jan I van Robbroek
- 1360-1381: Jan II van Robbroek
- 1432-?: Hendrik II van Robbroek
- 1487-?: Gerard van den Daele
- ?-?: Pierre de Romrée
- ?-?: Philips Snoy
- 1610-1636: Cosmas van Prant
- Filips van Lathem
- 1564-: Filips van der Aa
- ?-?: Philippe Snoy d'Oppuers
- 1785-?: Jan Baptist van den Wiele
- 1790: Jan Karel de Nelis
- 1802: Dewargny
- 1803: Joseph De Plaine
- 1809-1813: Pierre Pierets
- 1814-1821: Constant Emile de Bors
- 1821-1826: Jan Frans Estrix
- 1826-1830: Jean-Baptiste Olivier

## Na 1830
- 1830-1836: Jean Joseph Vermylen-Neeffs (katholiek-unionist)
- 1836-1842: Jean de Perceval (liberaal)
- 1842-1845: Jean François de Steenhault de Waerbeek (katholiek-unionist)
- 1846-1855: Philippe De Pauw (katholiek-unionist)
- 1855-1864: Edouard Broers (katholiek)
- 1864-1884: Philibert Verhaghen (liberaal)
- 1884-1889: Eugène de Kerckhove (katholiek)
- 1889-1896: François Broers (katholiek)
- 1896-1899: Florimont Denis (liberaal)
- 1900-1909: Edouard De Cocq (katholiek)
- 1909-1914: Karel Dessain (katholiek)
  - 1914-1914: Francis Dessain (katholiek) als waarnemend burgemeester
- 1914-1941: Karel Dessain (katholiek)
- 1941-1944: Camiel Baeck (VNV) tot oorlogsburgemeester aangesteld door de Duitse bezetter[1]
- 1944: Karel Dessain (katholiek)
- 1944-1945: Cyriel Neefs (katholiek) als waarnemend burgemeester
- 1945-1967: Antoon Spinoy (BSP) 
  - 1961-1965: Jos De Saeger (CVP) als waarnemend burgemeester
- 1967-1976: Désiré Van Daele (BSP)
- 1977-1982: Jos Vanroy (CVP)
- 1983-1986: Jef Ramaekers (SP)
- 1986-1989: Georges Joris (SP)
- 1989-1994: Jos Vanroy (CVP)
- 1995-2000: Geert Bervoets (SP)
- 2001-heden: Bart Somers (VLD)
  - 2003-2004: Koen Anciaux (OpenVLD) als waarnemend burgemeester
  - 2019-2023: Alexander Vandersmissen (OpenVLD) als waarnemend burgemeester

Brussels Hoofdstedelijk Gewest:
Anderlecht · 
Brussel

Vlaanderen:
Aalst · 
Aarschot · 
Antwerpen · 
 Asse · 
Beernem · 
Bertem · 
Blankenberge · 
Brugge · 
Damme · 
De Haan · 
De Panne · 
Deerlijk · 
Deinze · 
Eeklo · 
Evergem · 
Galmaarden · 
Geraardsbergen · 
Gent · 
Halle · 
Hasselt · 
Herent · 
Herk-de-Stad · 
Herzele · 
Heusden-Zolder · 
Houthalen-Helchteren · 
Ichtegem · 
Kaprijke · 
Knokke-Heist · 
Kortemark · 
Kortenberg · 
Kortrijk · 
Leuven · 
Lichtervelde · 
Lievegem · 
Lokeren · 
Maldegem · 
Mechelen · 
Moerbeke-Waas · 
Ninove · 
Oostende · 
Oostkamp · 
Poperinge · 
Roeselare · 
Ronse · 
Sint-Lievens-Houtem · 
Sint-Niklaas · 
Sint-Truiden · 
Temse · 
Tielt · 
Tienen · 
Tongeren · 
Torhout · 
Veurne · 
Waregem · 
Wellen · 
Wetteren · 
Wichelen · 
Zaventem · 
Zedelgem · 
Zele · 
Zonhoven · 
Zottegem

Wallonië: 
Charleroi · 
's-Gravenbrakel · 
Morlanwelz · 
Ophain-Bois-Seigneur-Isaac · 
Waver